# Kirby's Dream Collection: Special Edition
Kirby's Dream Collection: Special Edition, connu au Japon sous le nom de Hoshi no Kirby 20-shūnen Special Collection (星のカービィ 20周年スペシャルコレクション), est une compilation de jeux vidéo Kirby développé par HAL Laboratory et édité par Nintendo pour la console Wii. Il s'agit d'un disque d'anthologie célébrant le 20e anniversaire de la série Kirby qui a eu lieu le 27 avril 2012. Le jeu est sorti au Japon le 19 juillet 2012 et en Amérique du Nord le 16 septembre 2012. Le jeu n'est jamais sorti en Europe. C'est le dernier jeu Wii officiellement édité par Nintendo en Amérique du Nord.

## Système de jeu
Kirby's Dream Collection: Special Edition comprend six titres Kirby initialement sortis sur Game Boy (Kirby's Dream Land et Kirby's Dream Land 2), NES (Kirby's Adventure), SNES (Kirby's Fun Pak et Kirby's Dream Land 3), et Nintendo 64 (Kirby 64: The Crystal Shards). Les six jeux ont été calibrés pour une utilisation avec la télécommande Wii tenue à l'horizontale, en plus d'être compatibles avec une manette GameCube ou Classic Controller. La collection prend en charge jusqu'à quatre joueurs selon le jeu choisi. Comme les quatre autres jeux de la collection, les jeux Game Boy sont émulés via l'interface Virtual Console de la Wii, complète avec la "suspension de jeu" et les fonctionnalités manuelles, bien que les titres Game Boy ne soient jamais sortis sur le service via la chaîne boutique Wii.
Kirby's Dream Collection: Special Edition propose également 13 nouvelles étapes de défi basées sur celles trouvées dans Kirby's Adventure Wii. Une section supplémentaire du musée des jeux présente des illustrations de boîtiers et des vidéos pour chaque jeu de la série Kirby sorti jusqu'en 2012, ainsi que trois épisodes de la série télévisée animée Kirby: Right Back at Ya! ("Kirby comes to Cappy Town", "Crusade for the Blade" et "Waddle While You Work"). En plus du disque de jeu, la collection comprend un livret qui met en évidence l'histoire de Kirby et fournit des informations sur les coulisses de la série, ainsi qu'un CD de la bande originale contenant 42 morceaux de musique des anciens jeux Kirby et trois nouveaux arrangements par l'équipe de son de HAL Laboratory.

## Accueil
Le 25 août 2012, Kirby's Dream Collection: Special Edition s'est vendu à 200 000 exemplaires au Japon. La réception critique en Amérique du Nord a été positive, faisant l'éloge de la quantité du contenu que contient la collection. Le jeu détient un score global de 81,29% sur GameRankings et 82/100 sur Metacritic.